# 강영숙 (소설가)
강영숙(한국 한자: 姜英淑, 1967년~)은 대한민국의 소설가이다.

## 생애
강원도 춘천시에서 태어나고 성장했으며 서울예술전문대학 문예창작과를 졸업했다. 십대 때는 키가 크다는 이유로 배구와 멀리뛰기 등 여러 종목의 운동을 했다고 한다. 서울예술대학 졸업 후 강원용 목사에 의해 1965년 설립된 비영리 사회운동기관인 재단법인 크리스천아카데미에 근무했다. 1998년 서울신문 신춘문예에 단편소설 《팔월의 식사》가 당선되어 데뷔했다. 2009년 미국 아이오와대학교의 국제창작프로그램, (The International Writing Program) 에 참가했다.

## 작품 세계
탈북자로 추정되는 십대 소녀의 유랑과 성장을 그린 장편소설 《리나》와 서울 소재 계동에 사는 영인과 그의 엄마인 김작가가 주인공인 글쓰기에 관한 장편소설 《라이팅 클럽》이 대표작이다. 도시 느와르, 판타지, 에코 픽션, 형이상학 픽션과 같은 다양한 장르를 탐구하며 독특하고 그로테스크한 분위기의 여성 인물들이 등장하는 작품이 많다.
소설가 오정희는 강영숙의 첫소설집 《흔들리다》에 "강영숙의 소설에서는 뜨거운 모래바람과 사막의 환영이 어른거린다. 막다른 곳을 향해 치달아가는 소설 속 인물들의, 발화점에 이른 긴장과 뜨거움과 위태로움이 독특한 미학을 이루며 낯선 충격을 던진다. 상실과 결핍이 어떻게 절망으로 자라며 내면의 공동을 만들어가는가를, 또한 인간이 자기 안의 그 공동에 의해 어떻게 파괴되어가는가를 마치 임상보고서처럼 건조하고 냉정한 문체로 섬뜩하게 그려내고 있다"고 말했다.

2006년 첫번째 장편소설 《리나》로 제39회 한국일보문학상을 수상했다.

심사평은 다음과 같다. "가상공간을 배경으로 16세 소녀의 8년에 걸친 국경 넘기 과정을 그린 《리나》는 중국 국경지대를 유랑하는 탈북자들의 문제를 우리 문학의 자장 안으로 끌어안은 문제작입니다. 작가는 숨막힐 듯 강렬한 이미지와 건조하면서도 속도감 있는 문체, 이야기의 소재와 공간을 확장한 새롭고 자유분방한 상상력으로 한국문학의 서사적 질감을 확대한 점을 높이 평가 받았습니다." 
《리나》 출간 이후 발표한 소설집 《빨강 속의 검정에 대하여》, 《아령 하는 밤》, 《회색문헌》 등의 소설집에서 황사로 대표되는 날씨를 강력한 소설적 배경으로 삼는다. 첫번째 소설집인 《흔들리다》에서도 그런 경향이 없지 않지만, 두번째 소설집인 《날마다 축제》에서부터 시작해 최근작인 장편소설 《부림지구 벙커X》에 이르기까지 구제역, 바이러스, 지진 등 환경 오염과 자연 재해로 인해 고통 받는 인간의 현실을 날카로운 시선으로 보여주었다. 단편소설 <문래에서>는 구제역 상황을 다룬 작품이다. 또 2017년 이효석문학상 수상작품집의 인터뷰도 참고할 만하다. 최근작 《부림지구 벙커X》에서는 이런 흐름이 장편소설로 형상화되고 있다. 지진 피해 지역인 부림지구의 숨겨진 벙커에서 살아가는 이재민들의 일상과 트라우마가 흥미롭다.

## 작품
장편소설
- 《분지의 두 여자》(2023년, 은행나무) ISBN ISBN 979-11-6737-388-5
- 《부림지구 벙커X》(2020년, 창비) ISBN ISBN 978-89-364-3438-0
- 《슬프고 유쾌한 텔레토비 소녀》 (2013년, 문학과지성사) ISBN 978-89-320-2418-9
- 《라이팅 클럽》(2010년, 자음과모음) ISBN 978-89-5707-523-4 (2020년, 민음사) ISBN 978-89-374-2053-5
- 《리나》(2006년, 랜덤하우스코리아) ISBN 89-255-0122-8 (2011년, 문학동네) ISBN 978-89-546-1471-9

소설집
- 《두고 온 것》(2021, 문학동네) ISBN 978-89-546-8021-9
- 《회색문헌》(2016, 문학과지성사) ISBN 978-89-320-2890-3
- 《아령 하는 밤》 (2011년, 창비) ISBN 978-89-364-3720-6
- 《빨강 속의 검정에 대하여》(2009년, 문학동네) ISBN 978-89-546-0816-9
- 《날마다 축제》(2004년, 창비) ISBN 89-364-3677-5
- 《흔들리다》(2002년, 문학동네) ISBN 89-8281-467-1

앤솔러지 외
- 《기억하는 소설: 재난의 시대를 살아가는 우리에게》(2021년, 창비교육) ISBN 979-11-6570-065-2
- 《어른의 맛: 2017년 18회 이효석문학상 수상작품집》(2017년, 생각정거장) ISBN 979-11-5542-730-9
- 《한강 눈한송이가 녹는 동안: 제15회 황순원문학상 수상작품집》(2015년, 문예중앙) ISBN 978-89-2780-693-6
- 《Truck》바이링궐 에디션 한국 대표소설 (2014, 아시아) ISBN 979-11-5662-019-8
- 《서울, 어느 날 소설이 되다》(2009년, 강) ISBN 978-89-8218-127-6

## 해외 출판
- 영어 《아령 하는 밤》《At Night He Lifts Weights》, Janet Hong 번역 (2023, Transit Books, US) 978-1-945492-70-9
- 영어 《리나》, 《Rina》, Boram Clare Kim 번역 (2024, Open Letter Books, US) ISBN 978-1-960385-04-8
- 일본어 《라이팅클럽》, 《ライティングクラブ》, 文茶影 訳 (2017, 現代企畵室, Japan) ISBN 978-4-7738-1717-1
- 영어 《리나》, 《Rina》, Boram Clare Kim 번역 (2015, Dalkey Archive Press, US) ISBN 978-1-62897-115-6
- 일본어 《리나》, 《リナ》, 吉川ナギ 訳 (2011, 現代企畵室, Japan) ISBN 978-4-7738-1113-1

## 수상
- 2022년 - 제25회 가톨릭문학상[5]
- 2017년 - 제18회 이효석문학상[6]
- 2011년 - 제5회 김유정문학상[7]
- 2011년 - 제4회 백신애문학상[8]
- 2006년 - 제39회 한국일보문학상[9]
- 2006년 - 대산창작기금 소설 부문[10]

## 같이 보기
- 한국의 여성 작가 목록
- 한국의 소설가 목록